# Спрінг-Лейк (Альберта)
Спрінг-Лейк (англ. Spring Lake) — село в Канаді, у провінції Альберта, у складі муніципального району Паркленд.

## Населення
За даними перепису 2016 року, село нараховувало 699 осіб, показавши зростання на 31,1%, порівняно з 2011-м роком. Середня густина населення становила 300,5 осіб/км².
З офіційних мов обидвома одночасно володіли 40 жителів, тільки англійською — 660. Усього 35 осіб вважали рідною мовою не одну з офіційних.
Працездатне населення становило 450 осіб (84,9% усього населення), рівень безробіття — 6,7% (10% серед чоловіків та 0% серед жінок). 90% осіб були найманими працівниками, а 8,9% — самозайнятими.
Середній дохід на особу становив $64 960 (медіана $46 912), при цьому для чоловіків — $88 889, а для жінок $40 132 (медіани — $68 864 та $34 560 відповідно).
25,7% мешканців мали закінчену шкільну освіту, не мали закінченої шкільної освіти — 14,3%, 61% мали післяшкільну освіту, з яких 23,4% мали диплом бакалавра, або вищий.
| Статево-вікова структура населення | Статево-вікова структура населення | Статево-вікова структура населення | Статево-вікова структура населення | Статево-вікова структура населення |
| ---------------------------------- | ---------------------------------- | ---------------------------------- | ---------------------------------- | ---------------------------------- |
|                                    |                                    |                                    |                                    |                                    |
| Всього                             | Всього                             | 49,3%50,7%                         |                                    |                                    |
| 0 — 14 років                       | 0 — 14 років                       |                                    | 21,4%                              | 21,4%                              |
| 15 — 64 років                      | 15 — 64 років                      |                                    | 67,9%                              | 67,9%                              |
| 65 і більше                        | 65 і більше                        |                                    | 10,7%                              | 10,7%                              |
| 85 і більше                        | 85 і більше                        |                                    | 0,7%                               | 0,7%                               |
| Середній вік (років)               | Середній вік (років)               | 38,437,5                           | 38,0                               | 38,0                               |
| Медіана (років)                    | Медіана (років)                    | 41,039,2                           | 40,2                               | 40,2                               |
| — чоловіки — жінки                 |                                    |                                    |                                    |                                    |

| Походження мешканців:     | Походження мешканців:     | Походження мешканців: | Походження мешканців: | Походження мешканців: |
| ------------------------- | ------------------------- | --------------------- | --------------------- | --------------------- |
| Походження                |                           |                       | осіб                  | %                     |
| Корінні американці        | Корінні американці        |                       | 75                    | 10.95%                |
| Інше північноамериканське | Інше північноамериканське |                       | 185                   | 27.01%                |
| Європейське               | Європейське               |                       | 565                   | 82.48%                |
| британське                | британське                |                       | 390                   | 56.93%                |
| французьке                | французьке                |                       | 130                   | 18.98%                |
| українське                | українське                |                       | 70                    | 10.22%                |
| Латинськоамериканське     | Латинськоамериканське     |                       | 10                    | 1.46%                 |
| Азійське                  | Азійське                  |                       | 10                    | 1.46%                 |

| Зайнятість населення за галузями (за класифікацією NOC): | Зайнятість населення за галузями (за класифікацією NOC): | Зайнятість населення за галузями (за класифікацією NOC): | Зайнятість населення за галузями (за класифікацією NOC): | Зайнятість населення за галузями (за класифікацією NOC): |
| -------------------------------------------------------- | -------------------------------------------------------- | -------------------------------------------------------- | -------------------------------------------------------- | -------------------------------------------------------- |
|                                                          |                                                          |                                                          |                                                          |                                                          |
| Управління                                               | Управління                                               |                                                          | 12,4%                                                    | 12,4%                                                    |
| Бізнес, фінанси та адміністрування                       | Бізнес, фінанси та адміністрування                       |                                                          | 11,2%                                                    | 11,2%                                                    |
| Природничі та прикладні науки                            | Природничі та прикладні науки                            |                                                          | 4,5%                                                     | 4,5%                                                     |
| Охорона здоров'я                                         | Охорона здоров'я                                         |                                                          | 11,2%                                                    | 11,2%                                                    |
| Освіта, правозахист, муніципальні та урядові служби      | Освіта, правозахист, муніципальні та урядові служби      |                                                          | 7,9%                                                     | 7,9%                                                     |
| Роздрібна торгівля та послуги                            | Роздрібна торгівля та послуги                            |                                                          | 18%                                                      | 18%                                                      |
| Гуртова торгівля, транспорт та обладнання                | Гуртова торгівля, транспорт та обладнання                |                                                          | 27%                                                      | 27%                                                      |
| Природні ресурси, сільське господарство                  | Природні ресурси, сільське господарство                  |                                                          | 2,2%                                                     | 2,2%                                                     |
| Виробництво                                              | Виробництво                                              |                                                          | 5,6%                                                     | 5,6%                                                     |

## Клімат
Середня річна температура становить 2,6°C, середня максимальна – 20,9°C, а середня мінімальна – -20,1°C. Середня річна кількість опадів – 490 мм.
| Клімат поселення                              | Клімат поселення | Клімат поселення | Клімат поселення | Клімат поселення | Клімат поселення | Клімат поселення | Клімат поселення | Клімат поселення | Клімат поселення | Клімат поселення | Клімат поселення | Клімат поселення | Клімат поселення |
| Показник                                      | Січ.             | Лют.             | Бер.             | Квіт.            | Трав.            | Черв.            | Лип.             | Серп.            | Вер.             | Жовт.            | Лист.            | Груд.            |                  |
| Середній максимум, °C                         | −7,24            | −3,39            | 1,87             | 10,11            | 16,41            | 20,37            | 20,89            | 20,33            | 15,24            | 10,04            | 0,41             | −5,8             |                  |
| Середня температура, °C                       | −13,69           | −9,82            | −4,57            | 3,68             | 9,97             | 13,94            | 15,89            | 15,33            | 10,24            | 5,07             | −4,59            | −10,79           |                  |
| Середній мінімум, °C                          | −20,13           | −16,25           | −11,01           | −2,79            | 3,53             | 7,50             | 10,89            | 10,34            | 5,25             | 0,06             | −9,59            | −15,79           |                  |
| Норма опадів, мм                              | 23               | 15               | 18               | 27               | 52               | 82               | 99               | 66               | 45               | 25               | 20               | 18               |                  |
| Середньомісячна швидкість вітру, м/с          | 3.20             | 3.30             | 3.40             | 3.60             | 3.60             | 3.20             | 3.00             | 2.82             | 3.03             | 3.39             | 3.20             | 3.20             |                  |
| Середньомісячна сонячна радіація, кДж/м²·день | 3440             | 6887             | 12174            | 17299            | 20447            | 21944            | 22129            | 18541            | 12600            | 7499             | 3700             | 2518             |                  |
| --------------------------------------------- | ---------------- | ---------------- | ---------------- | ---------------- | ---------------- | ---------------- | ---------------- | ---------------- | ---------------- | ---------------- | ---------------- | ---------------- | ---------------- |
| Джерело:                                      |                  |                  |                  |                  |                  |                  |                  |                  |                  |                  |                  |                  |                  |